# 32237 Jagadeesan
32237 Jagadeesan este o planetă minoră (asteroid), cu un diametru de 4,927 km, din centura de asteroizi. A fost descoperită pe 30 iulie 2000 la Experimental Test Site⁠(d) de Lincoln Near-Earth Asteroid Research. 
Obiectul prezintă o orbită caracterizată de o semiaxă mare de 2,9947918 UAi, o excentricitate de 0,08, o înclinație de 8,81482 ° în raport cu ecliptica.